# إكرام عزو
إكرام عزو (14 مايو 1956 - 13 يونيو 2001)، ممثلة مصرية. إشتهرت بخفّة دمّها وقدرتها على الجدال الطريف مع من يكبرها سنًا أمثال شادية، سعاد حسني، نادية لطفي، عماد حمدي، عقيلة راتب، حتى إستحقت لقب اللمضة. إشتهرت بالعديد من الأعمال السينمائية التي وصلت إلى قرابة العشرين عملًا، مثل عائلة زيزي والفانوس السحري والسبع بنات.

## حياتها الفنية
بدأت مسيرتها السينمائية في مرحلة الطفولة، حيث لعبت دور سمير ابن الفنانة شادية عام 1959 في فيلم المرأة المجهولة للمخرج محمود ذو الفقار، وغنت لها سيد الحبايب؛ ودور سمسم في فيلم من أجل حبي للمخرج كمال الشيخ. إلا أن الجمهور لم يتعرف عليها إلا في فيلم الفانوس السحري، حيث كانت الطفلة صاحبة الفانوس، وعملت مع إسماعيل ياسين ومن إخراج فطين عبد الوهاب عام 1960، لتصبح بعدها الطفلة التي تُجلب الحظ، والتي شجعت المنتجون على اشتراكها بأفلامهم. وشاركت في فيلم العملاق عام 1960 بدور الطفلة نادية مع كل من عماد حمدي ومريم فخر الدين. ثم جاء عملها الأكثر شهرة وأهمية عائلة زيزي عام 1963 مع سعاد حسني ومع المخرج عاطف سالم، وهو الفيلم الذي حمل اسمها التي لعبت به طيلة الفيلم. ثم أتبعته بفيلم السبع بنات مع عبد السلام النابلسي.
أما الأدوار الثانوية التي لعبتها كانت بين السما والأرض عام 1959 مع المخرج صلاح أبوسيف. وعادت لتلعب دور الصبي ميمي مرة أخرى في العام التالي مباشرة مع الجزء الثاني من فيلم البنات والصيف من إخراج صلاح أبو سيف؛ وفي 1961، قدمت عدة أفلام من بينهم لا تذكريني وغدًا يوم آخر. وفي العام التالي، لعبت دور الطفلة توحه في فيلم امرأة في دوامة مع عماد حمدي، وبطل للنهاية مع فريد شوقي عام 1963، وكان آخر أفلامها على الشاشة مع فيلم الزوج العازب مع هند رستم عام 1966، حيث لعبت دور الطفلة نعنانة.

## أعمالها

### الأفلام
- 1959: من أجل حبي
- 1959: المرأة المجهولة
- 1960: بين السما والأرض
- 1960: الفانوس السحري
- 1960: العملاق
- 1960: الرباط المقدس
- 1960: البنات والصيف
- 1961: موعد مع الماضي
- 1961: لا تذكريني
- 1961: غدا يوم آخر
- 1961: السبع بنات
- 1962: يوم الحساب
- 1962: هذا الرجل أحبه
- 1962: امرأة في دوامة
- 1962: اللص والكلاب
- 1963: عائلة زيزي
- 1963: زوجة ليوم واحد
- 1963: بطل للنهاية
- 1963: امرأة على الهامش
- 1964: شباب وحب ومرح
- 1964: الرسالة الأخيرة
- 1966: الزوج العازب

### المسلسلات
- 1964: المانشيت الأحمر
- 1965: عواصف

## اعتزالها
قررت الاعتزال نهائيًا، وهي في قمة نجاحها الفني بوصفها طفلة ناجحة ومطلوبة لدى المنتجين، لتتفرغ لحياتها الخاصة ولتلتحق بمعهد البالية؛ لتتزوج بعدها وتسافر إلى الإمارات.

## وفاتها
قد توفيت بالإمارات في 13 يونيو 2001 بعد أداء فريضة الحج، وبعد أن أجريت لها عملية جراحية في القلب، حيث عاشت معظم سنوات عمرها كمدرسة مع زوجها طبيب الأطفال سمير الصاوي، ولديهم ثلاثة أطفال هم أحمد وإبراهيم ونورهان.